# 安基·范赫林斯芬
安基·范赫林斯芬（荷蘭語：Anky van Grunsven，1968年1月2日—），荷兰女子马术运动员。她曾代表荷兰参加1988年、1992年、1996年、2000年、2004年、2008年和2012年夏季奥林匹克运动会马术比赛，获得三枚金牌、五枚银牌和一枚铜牌。